# Paramore
Paramore est un groupe de rock américain, originaire de Franklin, dans le Tennessee. Formé en 2004, le groupe comprend actuellement la chanteuse Hayley Williams, le guitariste Taylor York et le batteur Zac Farro.
Le groupe publie son tout premier album intitulé All We Know Is Falling en 2005, et son second album Riot! en 2007, certifié disque de platine aux États-Unis et en Irlande, et disque d'or en Australie, au Canada, en Nouvelle-Zélande et au Royaume-Uni. Brand New Eyes, le troisième album du groupe Paramore est commercialisé en 2009, noté second meilleur album du groupe dans les classements musicaux, et certifié disque de platine en Irlande et au Royaume-Uni, et disque d'or aux États-Unis, au Canada, en Australie et en Nouvelle-Zélande.
Le quatrième album éponyme du groupe, publié en 2013, atteint la première place du classement Billboard américain. Il gagne également cette première place au Canada, en Irlande, en Australie, en Nouvelle-Zélande, en Argentine et au Mexique.

## Biographie

### Formation du groupe (2002-2004)
En 2002, la chanteuse Hayley Williams, âgée de 13 ans, déménage de sa ville natale dans le Mississippi pour habiter à Franklin (Tennessee), où elle rencontre Josh Farro et Zac Farro. Ces derniers sont scolarisés dans une école privée,. Peu après son arrivée, elle prend des cours de chant avec Brett Manning (es). Avant la formation du groupe Paramore, Hayley Williams, Jeremy Davis, ainsi que leur ami Kimee Read, créent un groupe musical de funk nommé The Factory, tandis que Josh et Zac Farro s'entraînent de leur côté après les cours,. Les autres membres de Paramore se sentaient « anxieux » à l'idée d'avoir une chanteuse, Hayley Williams, dans leur groupe, mais restent finalement en bons termes. Hayley Williams révèle la première fois qu'elle a rencontré les autres membres : « c'était la première fois que je rencontrais d'autres gens qui partageaient la même passion de la musique que moi. » Le groupe se compose initialement de Josh Farro (à la guitare) et Zac Farro (à la batterie), Jeremy Davis (à la basse) et Hayley Williams (au chant) en 2004, avec plus tard l'arrivée de Jason Bynum (à la guitare rythmique), le voisin de Williams. Davis était au départ ahuri de constater que le batteur avait seulement douze ans. Il explique en ces termes : « j'avais très, très peu confiance envers les membres du groupe à cause de leur âge. Je me souviens m'être dit 'Ça ne va pas marcher parce que ce gamin est trop jeune', mais il a été incroyable le premier jour de répétition. Je savais qu'on allait aboutir à quelque chose. » Selon Williams, le nom « Paramore » est à l'origine le nom de jeune fille d'une amie de sa mère. Lorsque le groupe apprend que « paramour » signifie « amour secret », il décide d'adopter ce nom, en l'orthographiant Paramore.
En 2003, Williams signe avec le label discographique Atlantic Records en tant qu'artiste solo. Elle est présentée à Tom Storms, un membre d'Atlantic, par Kent Marcus et Jim Zumwalt, tous deux avocats des managers Dave Steunebrink et Richard Williams, avant la signature. Plus tard, la production pour laquelle elle avait été découverte et où elle avait signé, est rachetée par Atlantic. Le label voulait initialement la faire connaître sous les traits d'une chanteuse pop, mais Hayley Williams refuse expliquant vouloir jouer du rock alternatif et rester dans son groupe. Lors d'une entrevue avec le site web HitQuaters, Steve Robertson explique que Williams « ne voulait pas être considérée comme une princesse pop du Top 40. Elle voulait qu'elle et son groupe puissent montrer leur potentiel de groupe rock en écrivant leurs propres chansons. » La présidente du label, Julie Greenwald, et les autres employés du label décident finalement d'aller dans son sens. Le management de l'équipe s'effectue alors par Dave Steunebrink, le manager du groupe Creed Jeff Hanson, et par Mark Mercado.
Paramore devait à la base commercialiser un album chez Atlantic Records mais l'agent marketing du label décide qu'il serait meilleur pour l'image du groupe de ne pas être rattaché à un grand label. À la place, ils sortent leur album chez Fueled by Ramen. Lyor Choen, directeur de Warner Bros Group, pense que le fait d'être chez un label rock comme Fueled by Ramen serait l'idéal pour le groupe. Selon Robertson, le groupe a eu un « bon feeling » avec le CEO du label Fueled by Ramen, John Janick. En avril 2005, après un petit concert privé dans un entrepôt, le groupe signe officiellement chez Atlantic Records et Fueled by Ramen,. La première chanson officielle du groupe s'intitule Conspiracy, qui sera présentée dans son premier album. En 2004, le groupe part en tournée en compagnie de Purple Door. À cette époque, les parents de Williams conduisaient tout le monde pendant leur tournée au Sud-Est des États-Unis. Cette dernière révèle « à ce moment-là, on s'est tous dit qu'après l'école on resterait chez nous pour s'entraîner. On aimait faire ça pour s'amuser, et c'est toujours le cas ! Je crois qu'aucun d'entre nous pouvait prévoir la tournure que ça allait prendre. »

### All We Know Is Falling(2005-2006)
Paramore retourne à Orlando, en Floride, mais peu après leur arrivée, Jeremy Davis quitte le groupe pour des raisons personnelles. Les quatre membres restants du groupe continuent et créent un nouvel album. L'enregistrement prend trois semaines et l'album représente à lui seul les quatre membres restants du groupe.
Avant sa tournée, le groupe ajoute John Hembree (à la guitare basse) à sa line-up pour remplacer Jeremy Davis. À cette période, Paramore était présenté dans les coulisses du Shira Girl du Warped Tour en 2005. Sous la demande du groupe, Jeremy Davis revient vers Paramore après cinq mois de séparation, en remplacement de Hembree. All We Know Is Falling est commercialisé le 24 juillet 2005, et atteint la 30e place de Heatseekers Chart du magazine Billboard. Paramore commercialise en premier le single Pressure, avec un vidéoclip réalisé par Shane Drake, mais le single n'a atteint aucune place dans le classement. En janvier 2006, le groupe participe au Winter Go West dans lequel il joue aux côtés de Amber Pacific et The Lashes. En février, Hayley Williams participe au titre Keep Dreaming Upside Down du groupe October Fall (en). Au printemps 2006, Paramore participe aux tournées de Bayside puis à The Rocket Summer. Il fait sa tournée au Royaume-Uni du 5 au 15 octobre 2006, pour finir à Londres au Mean Fiddler (en). Le groupe joue ensuite le titre des Foo Fighters, My Hero, pour l'album Sound of Superman (en) qui sera commercialisé le 26 juillet 2006. Avant le début de l'été 2006, Paramore joue partiellement au Warped Tour, principalement au Volcom et Hurley Stages. La première tournée du groupe aux États-Unis débute le 2 août 2006 et affiche complet avec à ses côtés This Providence (en), Cute Is What We Aim For et Hit the Lights durant leur show final à Nashville. Cette même année, le groupe est élu « meilleur groupe émergent », et Hayley Williams est classée deuxième « femme la plus sexy » par les lecteurs du magazine britannique Kerrang!.
En 2007, Hunter Lamb quitte le groupe pour se marier, et Paramore continue de nouveau en un groupe de quatre. Paramore est plus tard nommé par NME comme l'un des groupes à surveiller pour le "New Noise 2007". En janvier, le groupe joue de l'acoustique à l'ouverture du Warped Tour au Rock and Roll Hall of Fame et la robe portée par Hayley Williams dans la vidéo Emergency y a été présenté également.

### Riot!et autres projets (2007–2008)
Paramore commence l'enregistrement de son deuxième album, Riot! en janvier 2007, et achève sa production en mars. Sans Lamb, le groupe demande au guitariste Josh Farro de rejoindre le groupe pour y jouer les parties requises. Taylor York, auparavant dans le groupe avec les frères Farro avant que les deux ne rencontrent Hayley Williams, remplace alors Lamb. Paramore opte d'enregistrer le titre Riot! avec le producteur David Bendeth (Your Vegas (en), Breaking Benjamin), avec l'album qui est commercialisé le 27 juin 2007. Riot! fait son entrée au Billboard 200 à la 20e place, dans les classements britanniques à la 24e place, et vend 40 000 exemplaires dès sa première semaine de ventes aux États-Unis. Le titre de Riot! est choisi car il décrivait « une apparition soudaine d'émotions incontrôlées », et car il « voulait tout dire. » Le premier single de l'album, commercialisé le 27 juin 2007, Misery Business, est, selon Williams, « le plus honnête de tout ce que j'ai composé, et les autres y ont ajouté l'émotion musicale. »

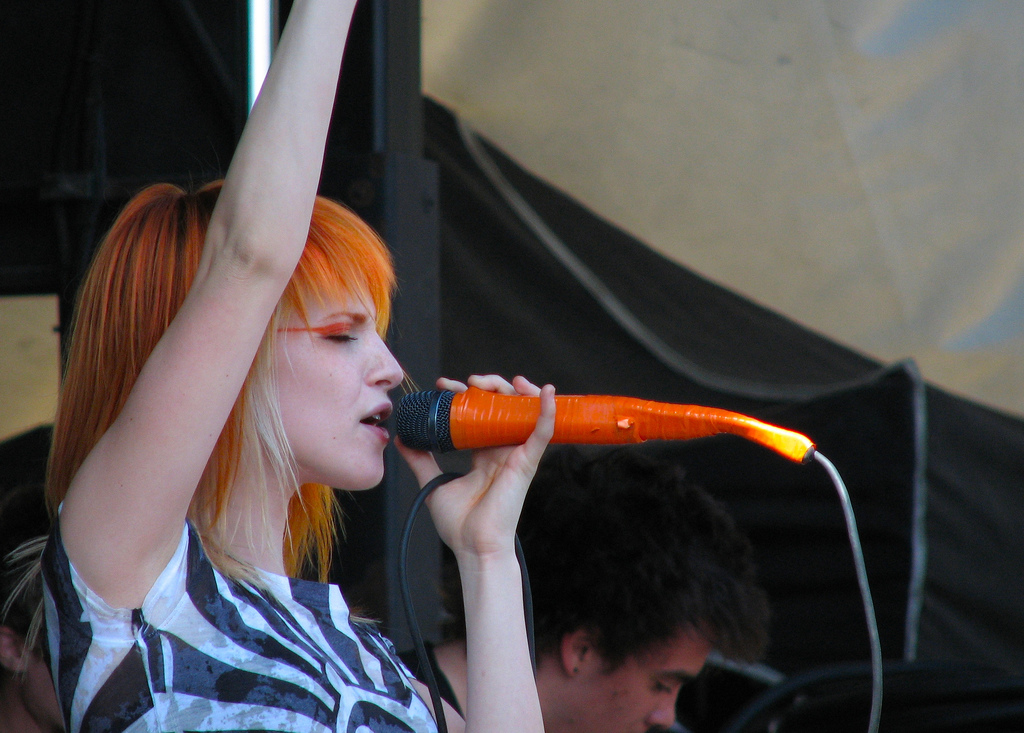
La chanteuse Hayley Williams (à gauche) et le guitariste Taylor York (à droite) au Vans Warped Tour à Vancouver, en juillet 2007.

En été 2007, Paramore participe à la troisième tournée Warped Tour et postent régulièrement des mises à jour via Yourhereblog de MTV. En juin, ils sont déclarés par Rolling Stone l'un des groupes à surveiller. Paramore fait ses débuts télévisés en live sur Fuse Networks, dans l'émission The Sauce. Le second single de Riot!, intitulé Hallelujah, est commercialisé le 30 juillet 2007, et uniquement mis en vente au Royaume-Uni. La vidéo, comme pour le titre All We Know, inclut des scènes en coulisse et performances en live. En août 2007, Paramore est présenté dans des clips sur MTV, jouant des versions acoustiques de leurs chansons ou participants à des spots publicitaires de la chaîne. Élus « artistes MTV de la semaine », les membres du groupe tournent dans le Queens (New York). MTV.com possède également une collection de vidéos du groupe. Pendant quelques semaines d'août 2007, le vidéoclip Misery Business est la première vidéo streaming la plus vue sur MTV.com. Le 8 octobre, Paramore joue Misery Business en live durant l'émission Late Night with Conan O'Brien, une apparition qu'ils ont rendue possible grâce à leur bonne relation avec Max Weinberg pendant le Warped Tour 2007. Le 11 octobre 2007, le vidéoclip CrushCrushCrush est diffusé aux États-Unis après celui de Riot!. Le single est commercialisé le 19 novembre aux États-Unis et le 12 novembre au Royaume-Uni. Hayley Williams enregistre sa voix pour les titres The Church Channel et Plea pour le groupe Say Anything et son album In Defense of the Genre commercialisé le 23 octobre 2007. Le groupe joue en live à Boston le 29 novembre 2007 sur FNX radio.

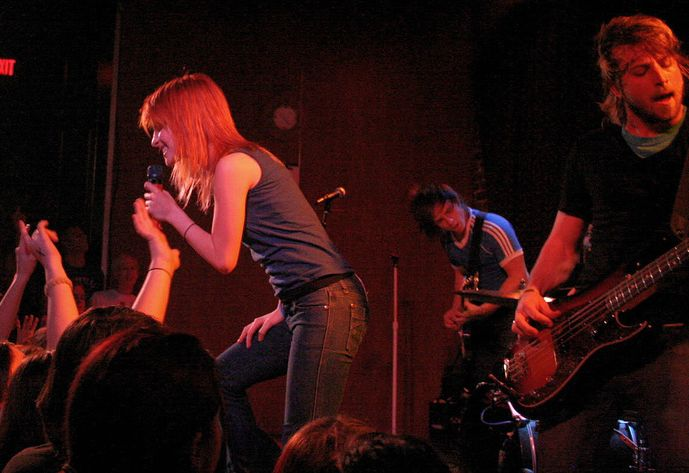
Paramore à The Social, Orlando, Floride, le 23 avril 2007.

Paramore est présenté sur la couverture du périodique Alternative Press en 2008 et élu « meilleur groupe en 2007 » par les lecteurs. Le groupe est nommé dans la catégorie « meilleurs artistes émergents » aux 50th Annual Grammy Awards présentés le 10 février 2008 mais perd face à Amy Winehouse. Au début de 2008, Paramore fait une tournée au Royaume-Uni, et fait la promotion de son album Riot!, en compagnie de New Found Glory, Kids in Glass Houses et Conditions. Au début de février 2008, le groupe commence une tournée européenne, cependant le 21 février 2008, il annonce avoir annulé six soirées pour des raisons personnelles. Williams rédige sur le site officiel du groupe : « cette pause va permettre aux membres du groupe de s'occuper de leurs problèmes personnels ». MTV.com rapporte que des fans de Paramore lanceraient des rumeurs sur des soucis avec Josh Farro qui aurait exprimé sa colère concernant l'attention des médias envers Hayley Williams. Le groupe, entretemps, revient dans sa ville natale pour enregistrer le vidéoclip de son quatrième single That's What You Get, commercialisé le 24 mars 2008. Il fait ensuite sa tournée avec Jimmy Eat World aux États-Unis entre avril et mai 2008. Dans le TRL sur MTV, le 7 mai 2008, la chanteuse Hayley Williams son travail sur un nouvel album et devrait être commercialisé en début d'été prochain. Chez Alternative Press, Zac Farro lance une rumeur sur le quatrième album, expliquant que la sonorité serait similaire à celle des groupes Mew, Thrice et Arcade Fire. Du 25 juillet au 1er août, Paramore embarque dans une tournée appelée The Final Riot!. Durant cette tournée, le groupe joue le titre Hallelujah de Leonard Cohen. Le 2 septembre 2008, Paramore commercialise sa collaboration avec Hurley Clothing basée sur l'album Riot!. L'argent sera remis à la fondation Love146 . Le single Decode devient le single du film Twilight, chapitre I : Fascination. Un autre titre, I Caught Myself, est également présenté dans la bande originale du film. Decode est commercialisé le 1er octobre 2008 sur le site fan de Paramore et le site web officiel de Stephenie Meyer. Le groupe commence le tournage du vidéoclip le 13 octobre et le diffuse le 3 novembre.

### Brand New Eyeset tournée (2009–2010)

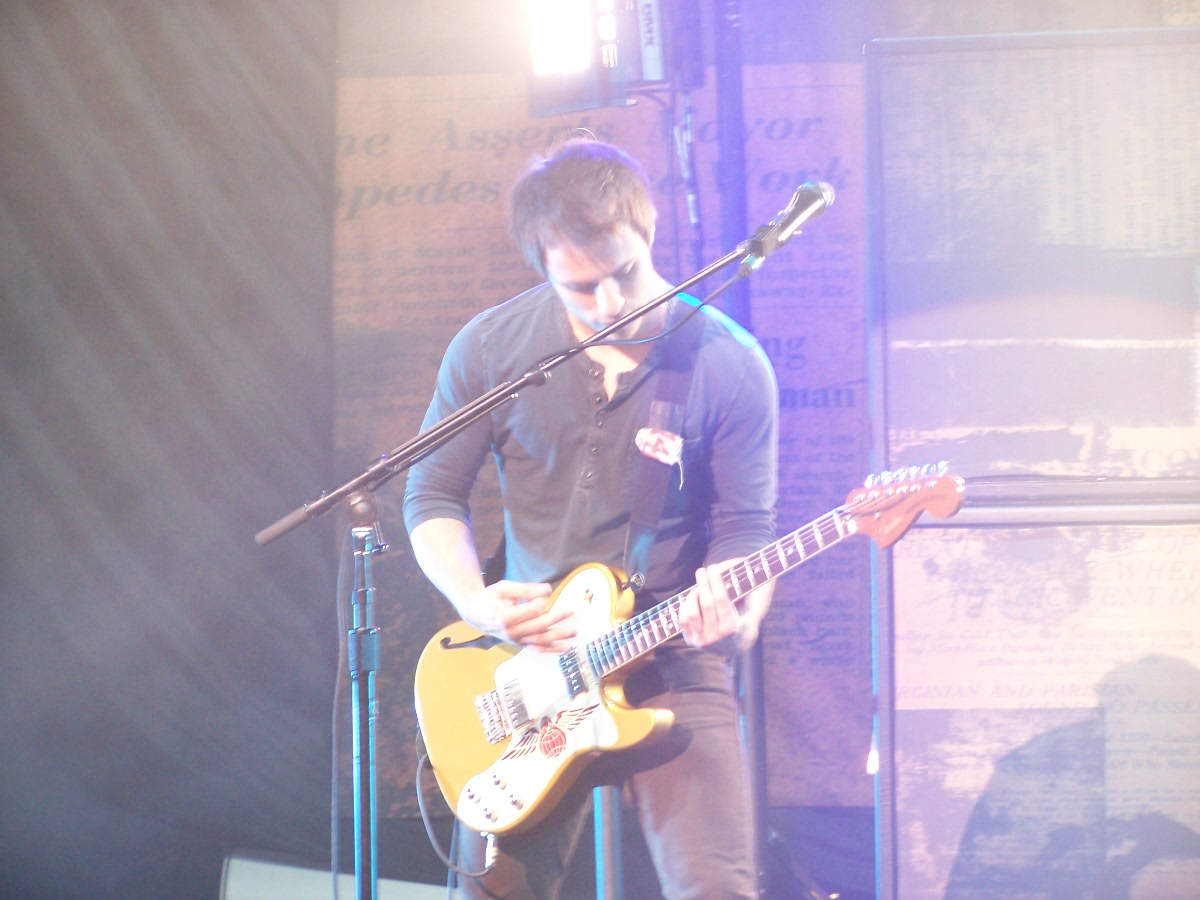
Josh Farro à Vancouver, au Summer Tour 2009.

En janvier 2009, Josh Farro lance le sujet d'un prochain album. Lors d'une entrevue avec Kerrang!, Farro explique :« nous allons essayer de l'enregistrer à Nashville. Je pense qu'écrire l'album là-bas devrait nous inspirer [...]. » Plus tard, Paramore est l'invité spécial de Bedouin Soundclash, The Sounds et Janelle Monae au No Doubt Summer Tour 2009, en mai 2009.
Paramore écrit et complète son troisième album, Brand New Eyes, au début de 2009. Le premier single de l'album s'intitule Ignorance, commercialisé le 7 juillet 2009, dont le vidéoclip officiel est diffusé sur MTV et ses sites connexes à partir du 13 août 2009. Paramore, parmi Paper Route et The Swellers, prépare une tournée pour Brand New Eyes fin 2009. Certains dates sont reportées car Hayley Williams est atteinte de laryngite. Brick By Boring Brick, The Only Exception, Careful et Playing God sont les singles suivants de l'album,,,. Pour la promotion de l'album, le groupe enregistre une performance à MTV Unplugged.

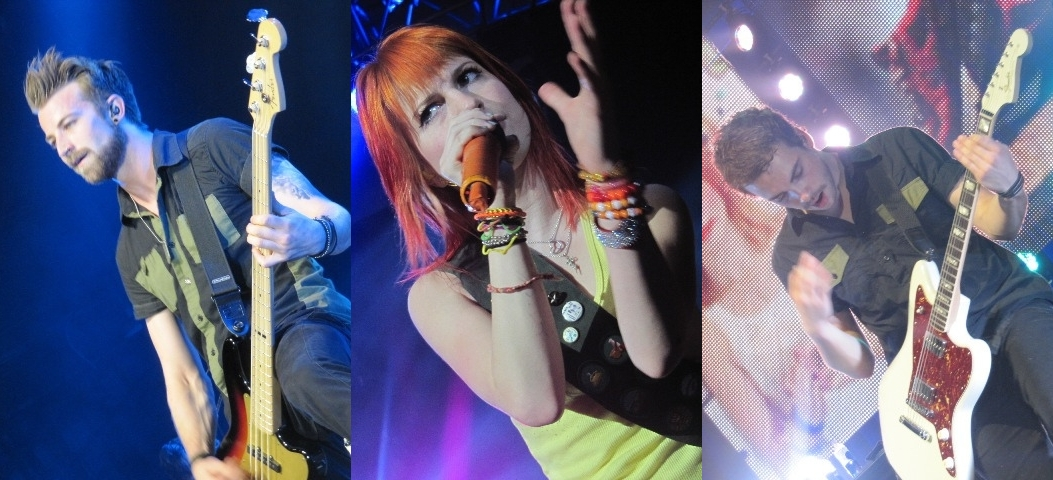
De gauche à droite : Jeremy Davis, Hayley Williams et Taylor York, du groupe Paramore en 2010.

Paramore entame une tournée européenne avec You Me At Six, Paper Route et Now Now Every Children. À Londres, dans lA Wembley Arena, 12 500 spectateurs répondent présents. Le groupe joue en 2010 au festival Soundwave en Australie aux côtés de groupes comme Faith No More, Placebo, You Me at Six, All Time Low, Jimmy Eat World et Taking Back Sunday. Peu après la tournée, Josh Farro annonce via le compte LiveJournal officiel du groupe qu'il va se marier et décide de prendre une pause avec le groupe. Dès le retour du guitariste en avril 2010, Paramore entame une tournée américaine. Paramore soutient Green Day au Stadium tour, à Dublin et à Paris. Le groupe joue au Honda Civic Tour, qui a débuté à Raleigh le 23 juillet, pour s'achever le 19 septembre 2010 à Anaheim. Après une courte tournée au Royaume-Uni courant novembre 2010, Paramore annonce, le 2 décembre 2010, les dates de tournée en Amérique du Sud (février et mars 2011). Le groupe prend par la suite une pause, le temps d'écrire son cinquième album studio.
Le 18 décembre 2010, un message posté par Hayley, Jeremy, et Taylor sur Paramore.net explique le départ de Josh et Zac du groupe :« Il y a quelques mois, Josh et Zac nous ont fait savoir leur intention de quitter le groupe lorsqu'on était à Orlando, dimanche dernier. Aucun d'entre nous n'a été étonné. Ces dernières années, ils ne voulaient apparemment plus traîner avec le groupe. On veut que Josh et Zac fassent quelque chose qui leur plaise et qui les rende heureux et même si ce n'est pas avec nous, au moins nous les soutenons. » Le message affirme également qu'aucun des membres restants ne souhaitait se séparer du groupe,

### Singles Club(2011–2012)
Le 10 janvier 2011, lors d'une entrevue avec MTV, Hayley Williams explique que, malgré la perte de deux membres, le groupe devrait à nouveau commercialiser quelques sons en 2011. La chanteuse affirme également que la sonorité du groupe devrait changer suite un changement dans la line-up, mais clarifie que la mentalité resterait la même. Le groupe revient au studio depuis leur tournée en Amérique du Sud pour enregistrer. L'une des chansons impliquait In the Mourning, que Williams avait diffusé via sa page Tumblr. Paramore confirme plus tard son retour en studio à Los Angeles avec le producteur Rob Cavallo pour enregistrer son prochain album,. Le 3 juin 2011, Paramore enregistre son single Monster présenté dans la bande originale du film Transformers 3 : La Face cachée de la Lune, sur YouTube. Il s'agit de la première chanson composée sans les frères Farro. Le 9 juin 2011, Hayley Williams annonce le démarrage du quatrième album, qu'elle espère paraître fin de l'année 2011. Le 11 octobre 2011, Paramore annonce une nouvelle chanson pour les mois à venir en 2011. Il fait paraître Singles Club sur son site Internet et sur iTunes. Une chanson intitulée Renegade, paraît le jour de son annonce, avec Hello Cold World qui suit le 7 novembre, et In the Mourning le 5 décembre.

### Paramore(2013–2015)
Le 18 avril 2012, Williams annonce la production de leur quatrième album effectuée par Justin Meldal-Johnsen. L'ancien des Lostprophets et actuel batteur Angels and Airwaves et Nine Inch Nails Ilan Rubin est confirmé à la batterie pour l'album. Paramore est officiellement publié le 5 avril 2013, bien accueilli, et atteignant la première place du Billboard 200. Le premier single de l'album, Now, est mis en ligne le 23 janvier 2013, et le second single, Still Into You, le 14 mars 2013.
Au mois de mars 2014, le groupe crée une croisière Parahoy! accompagné de plusieurs groupes au départ de Miami vers une île privée des Bahamas et, durant cinq jours, où les fans pourront alors avoir le plaisir d'évoluer sur l'Océan Atlantique avec le groupe, participant a plusieurs activités organisées à bord et plusieurs concerts. Une seconde croisière aura lieu en Mars 2016, à destination de Cozumel (Mexique). Hayley Willams, lors d'une interview sur radio.com explique avoir commencé à écrire leur cinquième album, et qu'ils continueront tout l'été. À partir du 19 juin 2014, Paramore est en tournée commune avec Fall Out Boy et New Politics, en première partie appelée Monumentour, aux États-Unis et au Canada.
Le 14 décembre 2015, dans la soirée, Paramore publie une note sur le réseau social Facebook, annonçant le départ de Jeremy Davis, le bassiste du groupe qui entame, en mars, des poursuites contre la bande, réclamant des royalties en tant que copropriétaire du groupe aux côtés d'Hayley Williams. Paramore n'est alors plus composé que de Taylor York (guitare principale) et d'Hayley Williams (chanteuse).

### After Laughter(depuis 2016)
Courant 2016, le groupe est en studio pour enregistrer son 5e album. Zac Farro rejoint Hayley et Taylor lors des enregistrements et réintègre officiellement Paramore le 2 février 2017 en tant que membre officiel, à la batterie[réf. nécessaire].
Le 13 mars 2017, la ASCAP (The American Society of Composers, Authors and Publishers) met à jour la liste des chansons écrites par Hayley Williams (chant), Taylor York (guitare) et Zac Farro (batterie). Celle-ci se compose de 12 titres : Caught In The Middle (Williams, York), Fake Happy (Williams, York), Forgiveness (Williams, York), Grudges (Williams, Farro), Hard Times (Williams, York), Idle Worship (Williams, York), Idle Worship Outro (Weiss, Williams, York), Pool (Williams, Farro), Rose-Colored Boy (Williams, Farro), Tell Me How (Williams, York), Told You (Williams, York) et What It Costs (Williams, York).
Le 13 avril 2017, le groupe sort le clip d'un premier single Hard Times. L'album complet After Laughter est commercialisé le 12 mai 2017, et sera suivi d'une première tournée Européenne aux mois de juin-juillet 2017 avec une première date à Dublin le 15 juin .

## Membres

### Membres actuels
- Hayley Williams – chant, claviers, piano (depuis 2004)[76]
- Taylor York – guitare, percussions (depuis 2007)[77]
- Zac Farro – batterie (2004–2010, depuis 2017)

#### Membres additionnels
- Brian Robert Jones – guitare, chœurs (depuis 2022)
- Joey Howard – guitare basse (depuis 2015)
- Logan MacKenzie – guitare rythmique, claviers (depuis 2017)
- Joseph Mullen – percussions (depuis 2017)

### Anciens membres
- John Hembree – guitare basse (2005)
- Jason Bynum – guitare rythmique (2004–2005)
- Hunter Lamb – guitare rythmique (2006–2007)
- Josh Farro – guitare solo[77] (2004–2010)
- Jeremy Davis – guitare basse (2004-2005, 2005-2015)[77]

#### Ancien membres additionnels
- Justin York – guitare rythmique, chœurs (2010-2022)
- Josh Freese – batterie (2011)
- Ilan Rubin – batterie (2012-2013)
- Miles Mcpherson – batterie (2013)
- Aaron Gillespie (en) – batterie (2013-2016)
- Jon Howard – guitare, clavier, percussions (2010-2016)

## Discographie
- 2005 : All We Know Is Falling
- 2007 : Riot!
- 2009 : Brand New Eyes
- 2013 : Paramore
- 2017 : After Laughter
- 2023 : This Is Why

## Récompenses et nominations
| Année  | Titre                         | Catégorie                                          | Travail nommé       | Résultat    |
| ------ | ----------------------------- | -------------------------------------------------- | ------------------- | ----------- |
| \|2008 | Grammy Awards                 | Meilleur nouvel artiste                            | Paramore            | Nomination  |
| \|2008 | MTV Video Music Awards        | Meilleur vidéoclip rock                            | CrushCrushCrush     | Nomination  |
| \|2008 | MTV Video Music Brasil        | Groupe international                               | Paramore            | Récompensé  |
| \|2008 | MTV European Music Awards     | Rock Out                                           | Paramore            | Nomination  |
| \|2008 | Los Premios MTV Latinoamérica | Meilleurs artistes émergents - International       | Paramore            | Nomination  |
| \|2008 | Los Premios MTV Latinoamérica | Best Rock Artist - International                   | Paramore            | Nomination  |
| \|2008 | Los Premios MTV Latinoamérica | Premio Fashionista                                 | Hayley Williams     | Nomination  |
| \|2008 | Woodie Awards                 | Woodie of the Year                                 | Paramore            | Récompensé  |
| \|2008 | American Music Awards         | T-Mobile Breakthrough Artist                       | Paramore            | Nomination  |
| \|2008 | Fuse.tv                       | Meilleur vidéoclip en 2008                         | That's What You Get | Nomination  |
| \|2008 | Teen Choice Awards            | Breakout Group                                     | Paramore            | Nomination  |
| \|2008 | Teen Choice Awards            | Chanson rock                                       | CrushCrushCrush     | Récompensée |
| \|2008 | Teen Choice Awards            | Groupe de rock                                     | Paramore            | Récompensée |
| 2009   | MTV Europe Music Awards       | Best Alternative                                   | Paramore            | Récompensé  |
| 2009   | People's Choice Awards        | Groupe de rock préféré                             | Paramore            | Récompensé  |
| 2010   | Grammy Awards                 | Meilleure chanson écrite pour les médias visuels   | Decode              | Nomination  |
| 2011   | Grammy Awards                 | Meilleure prestation vocale pop d'un duo ou groupe | The Only Exception  | Nomination  |
| 2015   | Grammy Awards                 | Meilleure chanson rock                             | Ain't It Fun        | Récompensé  |
| 2024   | Grammy Awards                 | Meilleur album rock                                | This Is Why         | Récompensé  |
| 2024   | Grammy Awards                 | Meilleure prestation de musique alternative        | This Is Why         | Récompensé  |